# Emigrante
Emmigrante – drugi album hiphopowego zespołu Orishas. Wydany 11 czerwca 2002 roku po tym, jak Flaco-Pro odszedł z zespołu.

## Lista utworów
1. "¿Que Pasa?" – 3:41
2. "Mujer" – 3:49
3. "Guajiro" – 3:19
4. "Que Bola" – 4:21
5. "Asi Fue" – 3:49
6. "Niños" – 3:49
7. "300 Kilos" – 0:45
8. "Gladiadores" – 4:05
9. "Ausencia" – 3:35
10. "Habana" – 3:38
11. "Testimonio" – 4:38
12. "El Rey De La Pachacha" – 4:09
13. "Emigrantes" – 3:45
14. "Desaparecidos" – 3:49
15. "La Vida Pasa" – 3:47